# Le Grand Mogol
Ne doit pas être confondu avec diamant du même nom ni avec le concerto de Vivaldi
Versions successives
Version révisée en 4 actes créée à Paris, Théâtre de la Gaîté le 19 septembre 1884
Représentations notables
En 1949, le Grand Théâtre de Genève, puis la Gaîté-Lyrique présentent une nouvelle version en 2 actes, comportant un nombre important de tableaux (version de Fernand Rouvray)
Personnages
- Irma
- Bengaline
- Mignapour
- Nicobar
- Joquelet
- Crakson

Airs
- Acte I : Chœur "Allons et point de paresse" ; Joquelet "C'est un spectacle unique" ; "Je ne veux pas de vous" (Irma) ; Couplets d'Irma "Si le prince, m'a-t-on conté", "J'aime l'éclat des cours" (Bengaline) ; Duo Mignapour-Bengaline "Je voudrais révéler à la nature entière" ; "Si j'étais un petit serpent" (Mignapour) ; Couplets du Kirikiribi (Irma)
- Acte II : Trio " Si le Prince se marie "(Crakson, Nicobar, Bengaline) ; "Qu'on me laisse agir à mon gré" (Bengaline) ; "Dans ce beau palais de Delhi" (Joquelet, Irma) ; "Un antique et fort vieil adage" (Mignapour) ; Chœur des bayadères ;Chanson indoue (Bengaline) ; Ensemble, chœur, chanson du vin de Suresnes (Irma)
- Acte III : Chœur ; "Au moment de te marier" (Joquelet)
- Acte IV : Chœur des voyageurs ; "Petite sœur, il faut sécher tes larmes" (Joquelet) ; " Par tout le pays, je chemine " (Mignapour) ; Duo Mignapour-Irma "O ma maîtresse bien-aimée " ; Couplets de Bengaline "A la femme en naissant" ; Quatuor "Ah ! pour moi quelle heureuse chance"

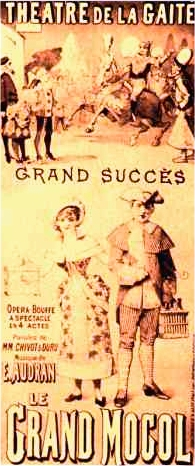

Le Grand Mogol est une opérette composée par Edmond Audran sur un livret d'Alfred Duru et Henri Chivot, représentée pour la première fois le 24 février 1877 à Marseille, version révisée en 4 actes créée à Paris, au Théâtre de la Gaîté, le 19 septembre 1884,,.
L'histoire se situe aux Indes, où viennent de débarquer deux Parisiens, Irma et son frère Joquelet, pour échapper à leurs créanciers. Le prince héritier Mignapour est tombé amoureux d'Irma, mais pour accéder au trône, il doit rester chaste. Un complot vise à faire perdre sa virginité à Mignapour. Après maintes péripéties, celui-ci finit par devenir Grand Mogol et épouse Irma.

## Distribution lors de la création à Paris
| Rôle                                                                                  | Type de voix | Distribution lors de la première, le 19 septembre 1884 au Théâtre de la Gaîté (Chef d'orchestre : ) |
| ------------------------------------------------------------------------------------- | ------------ | --------------------------------------------------------------------------------------------------- |
| Irma la charmeuse                                                                     | Soprano      | Louise Thuillier-Leloir                                                                             |
| La princesse Bengaline                                                                | Soprano      | Conchita Gélabert                                                                                   |
| Mignapour, le prince héritier                                                         | Ténor        | Cooper                                                                                              |
| Joquelet                                                                              | Baryton      | Alexandre                                                                                           |
| Le grand vizir Nicobar                                                                | Basse        | Mesmeker                                                                                            |
| Crakson                                                                               | Ténor        | Scipion                                                                                             |
| Ballet réglé par Marquita. Décors de Henri Robecci, costumes de Clédat de la Vigerie. |              | |